# Dalcerides bicolor
Dalcerides bicolor är en fjärilsart som beskrevs av William Schaus 1910. Dalcerides bicolor ingår i släktet Dalcerides och familjen Dalceridae. Inga underarter finns listade i Catalogue of Life.